# 2021年卡塔爾大選
2021年卡塔爾大選（英語：2021 Qatari general election）於2021年10月2日（星期六）舉行，由卡塔爾人民選出該國協商會議其中三分之二的議員。本次選舉是卡塔爾的首次立法選舉。

## 選舉制度
2021年7月，卡塔爾埃米爾批准一項選舉改革，於2021年10月舉行的大選將產生30名民選議員，另外15名議員由埃米爾任命。卡塔爾禁止政黨存在，所有候選人都是以無黨籍身分參選。只有在1930年已是卡塔爾公民的人的後代可以參選和投票。
本次選舉的30個選區共有294人登記參選，其中29人是女性。最終政府名單上的233名候選人中有26人是女性。

## 選舉結果
內政部在10月3日表示投票率為63.5%。初步結果顯示無女性當選。